# СПАД S.60
СПАД S.60 (фр. SPAD S.60) је француски ловачки авион. Први лет авиона је извршен 1926. године. 

Највећа брзина авиона при хоризонталном лету је износила 209 km/h.

## Наоружање
| Наоружање авиона: СПАД         |                                             |
| Ватрено (стрељачко) наоружање  |                                             |
| Топ                            |                                             |
| Митраљез                       |                                             |
| Број и ознака митраљеза        | 2 предња Викерс и 2 Луис код стрелца позади |
| Калибар                        | 7,7                                         |
| Бомбардерско наоружање (бомбе) |                                             |
| Ракетно наоружање (ракете)     |                                             |